# 宇野亀雄
宇野 亀雄（うの かめお、生年不明 - 1944年〈昭和19年〉6月24日）は、日本の海軍軍人（海兵53期卒）。大東亜戦争（太平洋戦争）中に実施された第五次遣独潜水艦作戦において、「伊52」潜水艦長として戦死した。戦死による一階級昇進で最終階級は海軍大佐。

## 生涯
宇野は福岡県出身の海兵53期生である。海軍青年士官運動の中心人物となる藤井斉ら62名が同期生で、うち10名が特高警察が作成したブラックリストに掲載されているが、宇野の名はない。1925年（大正14年）7月、海軍兵学校を卒業し、遠洋航海に向かう。53期生の遠洋航海は装甲巡洋艦「磐手」のみの編成であり、艦長の枝原百合一が指揮を執り、高須四郎、戸塚道太郎、渡名喜守定らの幹部のもと、浦塩斯徳や、豪州への航海で実務訓練を受けた。翌年12月、海軍少尉に任官。宇野は潜水艦を専門とする士官となり、潜水艦長として大東亜戦争（太平洋戦争）を戦うこととなる。

### 大東亜戦争 前半

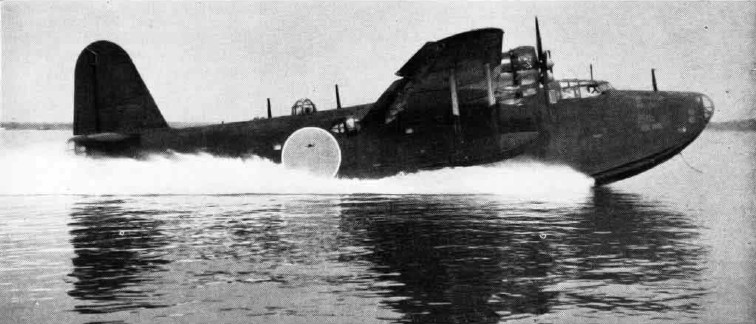
K作戦は3月にも実施されており、米側はフレンチフリゲート礁が使用されたと判断していた。

1940年（昭和15年）7月、｢呂64｣潜水艦長に補される。同艦は第七潜水戦隊第三十三潜水隊に属し、僚艦の艦長には藤森康男などがいた。第七潜水戦隊は、開戦前には第四艦隊に属し、南洋に配置された。司令官の大西新蔵の元には9隻の呂六〇型潜水艦があったが、大西が｢南洋に配備することすら無理｣、｢実撃は無理｣と述べているように、旧式潜水艦で艦内の環境も忍耐を要するものであった。宇野は真珠湾攻撃時にハウランド島方面で偵察等を行い、のちラバウル攻略戦にも参加している。
1942年（昭和17年）3月、｢伊175｣潜水艦長に就任する。同艦は1938年（昭和13年）12月に竣工した新鋭艦であり、先遣部隊に編入される。第十一潜水隊に所属しクェゼリン環礁に進出した。ここで同潜水隊に第二次K作戦の実施命令が発せられる。この作戦は「二式大艇」をもって真珠湾を偵察することを目的としていた。連合艦隊司令部はミッドウェー島攻略を予定しており、米海軍の動静を事前偵察しようと図ったのである。｢伊175｣の任務はオアフ島の南西80マイルへ進出し、オアフ島を監視すること、また気象情報を通報することであった。しかし米海軍は暗号解読からミッドウェー方面で大作戦が行われること察知しており、給油地に予定されていたフレンチフリゲート礁に水上艦艇を派遣したため作戦は中止となった。ミッドウェー海戦が生起したのはそれから5日後のことである。海戦中の｢伊175｣は散開線に就いていた。その後、｢伊175｣は豪州方面で交通破壊戦に従い、2隻（3028t）を撃沈し、1隻（3279t）を撃破した。ガダルカナル島の戦いにも参戦したが、11月には｢日新丸｣と接触事故が起こり、修理のため横須賀に帰港した。12月、｢伊175｣潜水艦長の任を後任に譲り、潜水学校教官に転じる。なお｢呂64｣、｢伊175｣の両艦とも後任艦長は「リスカム・ベイ」を撃沈する田畑直（海兵58期）であった。

### 大東亜戦争 後半

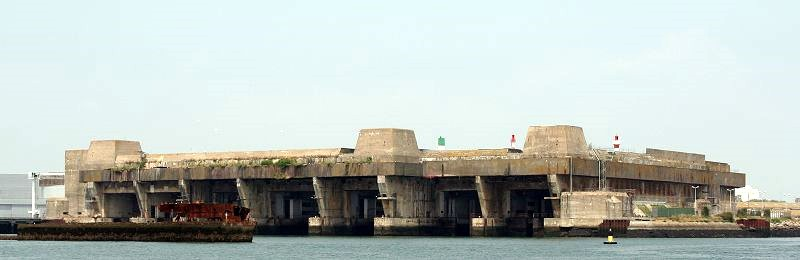
｢伊52｣が入港する予定であったロリアンに所在するUボート・ブンカー（2006年撮影）

1943年（昭和18年）11月、｢伊52｣潜水艦艤装員長に補され、竣工後に同艦の初代艦長となる。翌年3月、第六艦隊第八潜水戦隊に編入となるが、宇野に独国への派遣命令が下る。独国の戦況はすでに不利に傾いており、宇野は第二次遣独作戦に成功していた内野信二に目的地であるロリアン（仏国）に到着するまで、独はもちこたえることが可能であるか質問している。内野は宇野の潜水学校時代の教官という師弟関係にあったが、内野にも答えることができなかった。戦後、内野は「本当に彼には同情しました」と語っている。
大本営から発せられたこの大海指によって、宇野が指揮する｢伊52｣潜水艦は独国が占領していたロリアンへ向かうこととなった。｢伊52｣は、独国からの技術導入や、物資運搬のため以下の人員や物資を搭載して3月10日、午前8時50分に呉を出港した。｢伊52｣にとっての処女航海である。
シンガポール出港は4月23日、ペナンで井浦祥二郎と打ち合わせを行い、大西洋に突入。赤道を通過したのが6月4日である。順調な航海が続いていたが、6月6日、宇野の懸念していた事態が発生した。連合国のノルマンディー上陸作戦が開始されたのである。ノルマンディーはロリアンの北東250kmに位置し、連合国はロリアンにも進撃したのである。｢伊52｣には6月22日に独潜水艦と会同するよう指示が出された。独製のレーダーを受領、装着し、連絡将校を乗船させる必要があったためで、1日遅れた23日に日独潜水艦は会同を果たした。この際の独潜水艦の乗員の回想では、両艦の分離に際し、宇野は別れの挨拶を行った。しかし、その後の｢伊52｣は消息を絶ち、ロリアン入港予定の8月1日になっても到着することはなかった。｢伊52｣は米護衛空母｢ボーグ｣の艦載機によって撃沈され、乗員等115名は全員戦死していたのである。
｢伊52｣の行動は、米国の暗号解読によって筒抜けになっており、護衛空母｢ボーグ｣は｢伊52｣の出現地点を承知の上で待ち構えていたのであった。会同した独潜水艦はすぐに潜航したが、｢伊52｣は浮上しているところを発見された。浮上していた理由については、レーダーを装着し、その試験を行っている最中であったのであろうという推測がある。護衛空母｢ボーグ｣を発進したアベンジャー雷撃機はレーダーで「伊52」を捉え、ソノブイを投下。「伊52」は急速潜航を行ったが、アベンジャー雷撃機から投下された音響誘導式魚雷が命中し撃沈された。1995年（平成7年）、5千mの海底に沈んでいる「伊52」が発見された。

### 便乗者・搭載物資
技術者
水野一郎（日本光学、愛知） 請井保治（愛知時計電機、愛知） 岡田誠一（富士電機、東京） 永尾政實（富士通信機製造、宮城） 荻野市太郎（東京計器製作所、東京） 藁谷武（三菱重工業、福島） 蒲生郷信（三菱重工業、東京）
彼ら7名は、当時の日本を代表する技術者たちであった。他に通訳など2名。
搭載物資
金（2t）、錫、モリブデン、タングステン（合計228t）、阿片（2.88t）、キニーネ（3t）、生ゴム（54t）

### 人物
宇野は小倉中学の出身で、板倉光馬は後輩である。海兵同期の福地誠夫は宇野について「性格は沈着冷静で、誠実、豪傑ぶることもなく潜水艦長としては最もふさわしい男」であったと述べている。